# Hermann Tillig
Hermann Tillig (* 21. Mai 1849 in Großenhain; † unbekannt) war ein deutscher Politiker der SPD.
Tillig besuchte die Volksschule und arbeitete dann als Stellmacher. 1872–1878 war er Vorstandsmitglied des Stellmachervereins in Hamburg und 1882–[1914] hauptamtlicher Hauptkassierer der Zentral-Kranken-und-Sterbekasse der Wagenbauer mit Sitz in Hamburg, seit 1892 in Gotha. Zwischen 1889 und 1890 war er zugleich Redakteur des Vereinsorgans der Wagenbauer.
Bis 1891 war er Bezirks- und Distriktsführer der SPD in Hamburg und später in Gotha. Spätestens seit 1898 war er Mitglied und seit 1910 Vorsitzender der Presskommission in Gotha. Daneben war er spätestens ab 1914 ehrenamtlicher Geschäftsführer der Volkshausgesellschaft Gotha und Aufsichtsratsvorsitzender des dortigen Konsumvereins. 
Bei den Landtagswahlen 1900 wurde er erstmals in den Gothaer Landtag gewählt. 1904 und 1908 konnte er sein Mandat verteidigen und schied 1912 aus dem Landtag aus.